# Maltesers
 (novembre 2018).
Si vous disposez d'ouvrages ou d'articles de référence ou si vous connaissez des sites web de qualité traitant du thème abordé ici, merci de compléter l'article en donnant les références utiles à sa vérifiabilité et en les liant à la section « Notes et références ».
Maltesers est une confiserie produite par Mars Incorporated.

## Produit
Les Maltesers sont des boules croquantes, sablées au malt, nappées de chocolat au lait. Les Maltesers sont vendus dans différents emballages, en sachets, en grandes boites, en tube ou encore dans des seaux en plastique. L'emballage varie en fonction du pays où ils sont vendus. Les Maltesers sont très populaires au Royaume-Uni, en Irlande, en Australie, en Pologne, en France depuis 1994 et au Portugal, mais sont commercialisés dans le monde entier. Leur texture craquante et légère à la fois (comparable à de la meringue séchée) et leur fine pellicule de chocolat au lait font l'originalité de ces friandises. Une variante au chocolat blanc a vu le jour en 2006.

## Histoire
Les Maltesers ont été inventés par Forrest Mars en 1936. Originellement connus sous le nom d'Energy Balls, le nom actuel est un mot-valise des mots anglais malt (un des ingrédients principaux) et teasers (aguicheurs).
Deux fabrications similaires sont produites aux États-Unis : les Whoppers de The Hershey Company et les Mighty Malts de Necco. En Chine on trouvera plus facilement des MyLikes.